# Галеев, Булат Махмудович
Була́т Махму́дович Гале́ев (2 октября 1940, Ташкент — 5 января 2009, Казань) — советский и российский философ, доктор философских наук, профессор, педагог, действительный член Российской академии гуманитарных наук (1995), член Союза кинематографистов СССР (1971), член Союза дизайнеров СССР (1991), член Союза российских писателей (2007), член-корреспондент Академии наук Республики Татарстан (1996), возглавлял научный совет по искусствознанию Академии наук Республики Татарстан, заслуженный работник культуры Республики Татарстан (1992). Булат Галеев — всемирно признанный авторитет в сфере современного экспериментального искусства, медиахудожник, специалист по теории и практике синтеза различных видов искусств. С 1965 года возглавлял СКБ «Прометей» Казанского авиационного института, с 1993 года — директор совместного НИИ экспериментальной эстетики «Прометей» при Академии наук Республики Татарстан и Казанском государственном техническом университете. Одновременно с этим с 1990 года — профессор Казанской консерватории. Являлся членом международного общества «Искусство, наука, техника» и редколлегий журналов Leonardo (США) и «Казань».

## Биография
В 1962 году окончил физико-математический факультет Казанского государственного педагогического института (позднее вуз был переименован в Татарский государственный гуманитарно-педагогический университет, затем вошел в состав Казанского федерального университета). Профессор Валентин Андреев отмечает эрудированность своего одногруппника Булата Галеева в живописи, кино, других видах искусства уже на первом курсе института. По инициативе Галеева часто проходили дискуссии по темам, связанным с абстрактным искусством, кино, музыкой. Однако основной темой, по словам Андреева, была светомузыка. Обучаясь на втором курсе, Галеев начал создавать оригинальные светомузыкальные устройства, которые демонстрировались на студенческих вечерах и «о которых знала и говорила вся студенческая молодежь Казани». В период учёбы в институте Галеев глубоко изучал тему светомузыкального синтеза, творчество композитора А. Н. Скрябина. К окончанию вуза у Галеева уже была своя концепция светомузыкального синтеза.
Галеев, не имевший ранее отношений с Казанским авиационным институтом, был впечатлен прочитанной в газете новостью о первом светомузыкальном концерте — постановке симфонической поэмы «Прометей», проведенном 6 апреля 1962 года членами студенческого конструкторского бюро радиофакультета КАИ. В том же году Галеев присоединился к коллективу СКБ «Прометей», а в 1965 году возглавил его. С тех пор, на протяжении более чем четырёх десятилетий — до 2009 года — до конца своей жизни, Булат Галеев был бессменным руководителем «Прометея».
Рассказывая о работе возглавляемого им бюро, Галеев отмечал, что коллектив «Прометея» решает актуальные задачи экспериментальной эстетики (то есть эстетики, проверяемой через эксперимент), куда он относил комплексную проверку содержания и характера художественных потребностей периода научно-технической революции: «теоретические эстетико-психологические прогнозы, создание необходимого инструментария, художественно-практический эксперимент с помощью этой техники».
Булат Галеев занимался исследованиями системного анализа чувственного познания, синестезии в искусстве, истории светомузыки, абстрактного кино, светозвуковой сценографии, изучал методики использования аудиовизуальных средств в инженерной и космической психологии. Галеевым разработана «периодическая система искусств». Под руководством Галеева созданы инструменты для светопредставлений, проекты по световой архитектуре города («Малиновый звон» в Спасской башне Казанского Кремля; динамическое освещение здания цирка, которое изменялось от состояния погоды) и многие другие проекты. Булат Галеев срежиссировал первый в Советском Союзе светозвуковой спектакль без актёра под открытым небом, светомузыкальный фильм «Маленький триптих». Кроме того, Галеев выступил автором светозвуковой театрализации музея Салиха Сайдашева в Казани и сценарной разработки кинофильма «Советский Фауст». Проекты были отмечены различными наградами.
В 1973 году Булат Галеев защитил кандидатскую диссертацию на тему «Философские проблемы светомузыкального синтезирования как формы отражения действительности», в 1986 году — докторскую диссертацию по теме «Проблема синестезии в искусстве: философско-эстетический анализ».
СКБ и впоследствии НИИ «Прометей» организовано 15 всесоюзных и всероссийских конференций «Свет и музыка». Работы, исследования «Прометея» под руководством Булата Галеева были представлены на многих симпозиумах и фестивалях в России, а также на международных мероприятиях. Среди них Всемирный фестиваль молодежи и студентов (Болгария, 1968), «Электра-83» (Франция, 1983), «Гагаринские дни», (Венгрия, 1989), фестиваль «Арс электроника» (Австрия, в 1989, 1991 и 1999 гг.), фестиваль «Видео и музыка» (Польша, 1989), симпозиум SISEA (Нидерланды, 1990), фестиваль экспериментального искусства «Импакт» (Нидерланды, 1991), Фестиваль света (Чехословакия, 1991), выставка Images du Futur (Канада, 1991), международный фестиваль Videoart (Швейцария, 1991), Academia of light (Нидерланды, 1991), симпозиум «Шенберг и Кандинский» (Голландия, 1993), конференция по полиэстетическому воспитанию (Австрия, 1993), видеофестиваль Ost-ranenie (Германия, в 1993, 1995 и 1997 гг.), международная конференция по истории светомузыки «Отец Кастель и его цветовой клавесин» (Франция, 1995), симпозиум «Экология новых медиа» (Франция, 1998), Videofenster (Швейцария, 1998), конференция «Язык, видение и музыка» (Ирландия, 1999), фестиваль Oberhausen (Германия, 2000).
Булат Галеев стал автором около 30 изобретений, большого числа книг по современному искусству, порядка пятисот статей по проблеме синтеза искусств в отечественных и зарубежных изданиях, в том числе энциклопедических. В числе его изобретений способ создания многоцветных абстрактных фильмов при съёмке на чёрно-белую плёнку, способ получения светодинамических интерференционных изображений «методом случайной фазовой модуляции» при прохождении лазерного луча через испаряющиеся под его действием вещества и др.
Булат Галеев являлся самым авторитетным российским и признаным в мире биографом Льва Термена -  автором первой его биографии "Советский Фауст". Книга получила высокую оценку американского композитора и биографа Термена Альберта Глински , который широко использовал труды Галеева в своей работе и отмечал большие  заслуги Галеева в сохранении наследия Термена и популяризации  работ автора терменвокса.
Отец Булата Галеева — Махмуд Салихович Галеев (1903—1993) — заслуженный учитель РСФСР и ТАССР. В советское время первым перевел с русского на татарский язык учебники по физике, а также составил русско-татарские словари по физике и астрономии. По отцовской линии Булат Галеев — внучатый племянник татарского учёного-богослова, религиозного и общественного деятеля, педагога Галимджана Баруди.

## Основные работы
- Принципы конструирования светомузыкальных устройств. Москва, 1973;
- Светомузыка: становление и сущность нового искусства. Казань, 1976;
- Светомузыкальные устройства. Москва, 1978;
- Поющая радуга. Казань, 1980;
- Поэма огня: о концепции светомузыкального синтеза А. Н. Скрябина. Казань, 1981 (соавторство);
- Содружество чувств и синтез искусств. Москва, 1982;
- Человек — искусство — техника: проблема синестезии в искусстве. Казань, 1987;
- Светомузыкальные инструменты. Москва, 1987 (соавторство);
- Светомузыка в системе искусств. Казань, 1991;
- Театрализованные представления «Звук и Свет» под открытым небом. Казань, 1991;
- Советский Фауст. Лев Термен — пионер электронного искусства. Казань, 1995;
- Искусство космического века. Казань, 2002;
- Пространственная музыка: история, теория, практика. Казань, 2004;
- Светомузыка, синестезия, Прометей: Сборник статей. Казань, 2012 (соавторство).